# Thunderclouds
«Thunderclouds» (с англ. — «Грозовые облака») — песня музыкального трио LSD в составе английского музыканта Labrinth, австралийской певицы и автора Сии Ферлер и американского продюсера Дипло, вышедшая 9 августа 2018 года и ставшая третьим релизом группы после «Genius» и «Audio».
В психоделическом видео снималась танцовщица Мэдди Зиглер.

## Музыкальное видео
Официальное музыкальное видео для песни было выпущено 30 августа 2018 года. В обзоре журнала Billboard видео было названо «super trippy» и описывало его следующим образом: «Группа путешествует по розовому и фиолетовому небу внутри летающей красной машины, пилотируемой Дипло. Labrinth управляет своим собственным личным облаком — очень распространенная тема, взятая из китайской мифологии — в то время как таинственная девушка с пышной шевелюрой, играемая 15-летней Мэдди Зиглер, танцует на вершине автомобиля с характерной для клипов Sia причёской и огромным бантом на голове. Трио встречает грозу на этом пути … Но с силой любви группа в конце концов находит свой выход из шторма и возвращается к ослепительному розовому облачному небу».

## Участники записи
По данным с сайта Tidal.
- Сия Ферлер — вокал, автор текста, композитор
- Дипло — производство, программирование, автор текста, композитор
- Labrinth — производство, инжиниринг, программирование, вокал, автор текста, композитор
- King Henry[англ.] — производство, программирование, автор текста, композитор
- Jr Blender[англ.] — программирование, подготовка, автор текста, композитор
- Мэнни Маррокин[англ.] — микс-инжиниринг
- Крис Галланд — микс-инжиниринг
- Рэнди Мэрил — мастер-инжиниринг
- Барт Шоудель — инжиниринг
- Робин Флоран — ассистент по инжинирингу
- Скотт Демаре — ассистент по инжинирингу

## Чарты
| Чарт (2018—2019)                           | Высшая позиция |
| ------------------------------------------ | -------------- |
| Australia (ARIA)                           | 69             |
| Австрия (Ö3 Austria Top 40)                | 42             |
| Бельгия/Фландрия (Ultratip Bubbling Under) | 1              |
| Бельгия/Валлония (Ultratop 50)             | 37             |
| Канада (Billboard Canadian Hot 100)        | 62             |
| Croatia (HRT)                              | 9              |
| Чехия (Rádio — Top 100)                    | 74             |
| Чехия (Singles Digitál Top 100)            | 26             |
| France (SNEP)                              | 27             |
| Германия (GfK)                             | 56             |
| Венгрия (Single Top 40)                    | 19             |
| Венгрия (Stream Top 40)                    | 21             |
| Ireland (IRMA)                             | 8              |
| Italy (FIMI)                               | 23             |
| Israel (Media Forest)                      | 6              |
| Japan (Japan Hot 100)                      | 97             |
| Latvia (Latvijas Top 40)                   | 8              |
| Lebanon (Lebanese Top 20)                  | 6              |
| Malaysia (RIM)                             | 9              |
| New Zealand (Recorded Music NZ)            | 38             |
| Norway (VG-lista)                          | 29             |
| Португалия (AFP)                           | 66             |
| Romania (Airplay 100)                      | 11             |
| Шотландия (OCC Scotland)                   | 11             |
| Singapore (RIAS)                           | 5              |
| Словакия (Rádio — Top 100)                 | 30             |
| Словакия (Singles Digitál Top 100)         | 15             |
| Slovenia (SloTop50)                        | 28             |
| South Korea International Downloads (Gaon) | 19             |
| Швеция (Sverigetopplistan)                 | 80             |
| Швейцария (Schweizer Hitparade)            | 38             |
| Великобритания (OCC UK Singles)            | 17             |
| США (Billboard Hot 100)                    | 67             |
| США (Billboard Adult Pop Airplay)          | 28             |
| США (Billboard Dance/Mix Show Airplay)     | 19             |
| США (Billboard Pop Airplay)                | 22             |

| Чарт (2018)           | Позиция |
| --------------------- | ------- |
| Israel (Galgalatz)    | 20      |
| Romania (Airplay 100) | 97      |

## Сертификации
| Регион | Сертификация | Продажи |
| --- | ------------ | ------- |
| Австралия (ARIA) | Золотой      | 35 000  |
| Канада (Music Canada) | Платиновый   | 80 000  |
| Франция (SNEP) | Золотой      | 100 000 |
| Италия (FIMI) | Платиновый   | 50 000  |
| Польша (ZPAV) | Золотой      | 10 000  |
| Великобритания (BPI) | Золотой      | 400 000 |
| США (RIAA) | Золотой      | 500 000 |
| * Данные о продажах приведены только на основе сертификации. · ^ Данные о тиражах приведены только на основе сертификации. · Данные о продажах + прослушиваниях приведены только на основе сертификации. |              |         |